# Michel Micombero
Michel Micombero (Rutovu, 26 agosto 1940 – Mogadiscio, 16 luglio 1983) è stato un politico e militare burundese.
Fu 1º Presidente della Repubblica e dittatore del Burundi dal 1966 al 1976.

## Biografia
Michel Micombero, è nato a Rutovu, in provincia di Bururi nel 1940, il padre Ruronona proveniva da famiglia tutsi del clan hima - Bashingo. All'epoca il Burundi era una colonia del Belgio come parte del mandato della Società delle Nazioni denominato Ruanda-Urundi.
Frequenta gli studi primari alla missione cattolica di Rutovu e gli studi secondari al collegio di Saint-Esprit di Bujumbura. Il 15 aprile 1960 si arruola nell'esercito. Viene subito scelto ed inviato all'Accademia militare reale di Bruxelles per una formazione biennale insieme a Charle Karorero e a Jerome Ntunguburanye. Sono i primi tre ufficiali barundi che vennero formati in Belgio.
Nel novembre 1965 sposa una principessa di sangue reale, l'umuganwakazi mwezi Adèle Nsabimana, figlia di Buyoya, nipote di Karabona, pronipote di Mwezi Gisabo.
Rientrato in patria viene prima promosso luogotenente, poi capitano. L'8 giugno 1963 viene nominato Segretario di Stato alla Difesa nel governo Ngendandumwe e, dopo i fatti del 1965, Ministro della Difesa. Il re Ntare Ndizeye nel 1966 lo nomina primo ministro. Infine il 28 novembre 1966 con un golpe militare prende il potere ed autonominandosi Presidente proclama la fine del regno e l'inizio della Repubblica.
Inaugura così una dittatura militare.
Il 1º novembre 1976 è sostituito con un altro colpo di Stato dal cugino maresciallo Jean-Baptiste Bagaza.

### Morte
Micombero va in esilio a Mogadiscio dove muore il 16 luglio 1983 in circostanze non chiarite.